# Analizador de protocolos
Un analizador de protocolos es una herramienta que sirve para desarrollar y depurar protocolos y aplicaciones de red. Permite al ordenador capturar diversas tramas de red para analizarlas, ya sea en tiempo real o después de haberlas capturado. Por analizar se entiende que el programa puede reconocer que la trama capturada pertenece a un protocolo concreto (TCP, ICMP...) y muestra al usuario la información decodificada. De esta forma, el usuario puede ver todo aquello que en un momento concreto está circulando por la red que se está analizando. Esto último es muy importante para un programador que esté desarrollando un protocolo, o cualquier programa que transmita y reciba datos en una red, ya que le permite comprobar lo que realmente hace el programa. Además de para los programadores, estos analizadores son muy útiles a todos aquellos que quieren experimentar o comprobar cómo funcionan ciertos protocolos de red, si bien su estudio puede resultar poco ameno, sobre todo si se limita a la estructura y funcionalidad de las unidades de datos que intercambian. También, gracias a estos analizadores, se puede ver la relación que hay entre diferentes protocolos, para así, comprender mejor su funcionamiento.
Los analizadores de protocolos se usan en diversas arquitecturas de red, tales como Redes LAN (10/100/1000) Ethernet; Token Ring; FDDI (Fibra óptica), Redes Wireless LAN, Redes WAN, etc.

## Otros usos de los analizadores de protocolos
- Analizar y soportar demandas de nuevas aplicaciones (como VoIP)
- Obtener mayor eficiencia de la red, al analizar todo lo que pasa por ella, detectar problemas concretos.
- Analizar redes remotas, sin necesidad de realizar largos viajes
- Analizar y monitorear varias redes a la vez

Hay diversos tipos de analizadores de protocolos disponibles comercialmente, pero en general, son productos bastante caros. El precio depende de la capacidad de análisis (el número de protocolos que es capaz de reconocer y decodificar), de la tecnología de red soportadas (Ethernet, ATM, FDDI...), y de si se trata de algún programa (software) o ya es algún tipo de máquina especializado (hardware).

## Ejemplos de analizadores de protocolos
- Appsniffing: analizador de protocolos con una poderosa interfaz gráfica que le permite rápidamente diagnosticar problemas y anormalidades en su red. Algunas características son que la captura puede ser efectuada tanto en el disco o en la memoria, admite el análisis de datos en tiempo real, los filtros se pueden usar tanto en tiempo real como después de la captura, el paquete se puede ver en tiempo real, se puede analizar de forma remota en tiempo real, permite estadísticas globales, y por último, permite un análisis TCP.

- Productos Observer (Expert Observer, Observer Suite, Observer Probes, etc.): sirven para Ethernet, Inalámbricos 802.11b y 802.11a, Token Ring y FDDI. Observer mide, captura y predice tendencias de sus redes. Observer se ejecuta en el ambiente windows. Monitorea y sirve como herramienta para resolver problemas que se presentan en las redes.

- SuperAgent: SuperAgent es la solución número 1 para realizar la monitorización, establecer las tendencias y solucionar los problemas del rendimiento de aplicaciones. Le permite ver con precisión y detalle los tiempos de respuesta del usuario final por toda la empresa y de todas las aplicaciones de TCP, y sin la necesidad de usar extremos ni sondas distribuidas.

- ReporterAnalyzer: ReporterAnalyzer es un analizador pasivo del lado del servidor que rastrea y mide rápidamente las interfaces de WAN.

- OptiView Console: La consola de funcionamiento centralizado de Optiview, con función de acceso remoto, detecta rápidamente y supervisa continuamente los dispositivos de red, al mismo tiempo que documenta su conectividad.

- OptiView Protocol Expert: Protocol Expert es una aplicación basada en Windows que ofrece análisis de protocolos autónomos para paquetes capturados de Workgroup Analyzer, Link Analyzer e Integrated Network Analyzer de Optiview.